# Zámecké náměstí (Teplice)
Zámecké náměstí v Teplicích je historické náměstí v historickém centru lázeňského města Teplice v Ústeckém kraji.

## Poloha

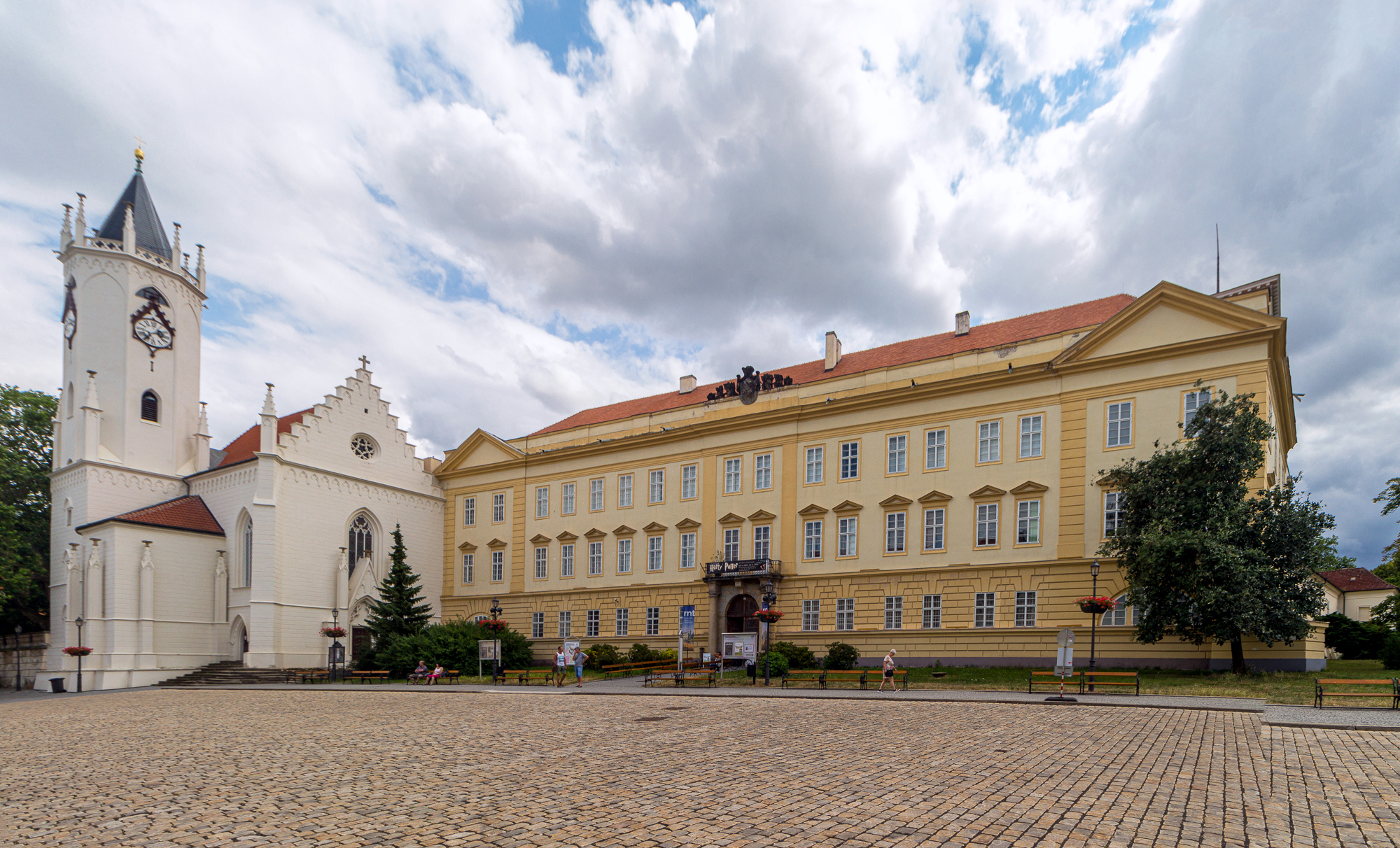
Teplický zámek se zámeckou kaplí

Náměstí je středobodem městské památkové zóny tohoto severočeského města. Podélně orientované náměstí západo-východním směrem má přibližně 140 metrů, na šířku asi jen 30 metrů.

## Významné budovy
Náměstí nese jméno teplického zámku, jehož čelní strana zaujímá téměř celou jeho jižní stranu. Interiéry zámku využívá Regionální muzeum s knihovnou. K zámku těsné přiléhá někdejší zámecká kaple Povýšení sv. Kříže, již v současné době využívá pro své potřeby Česká pravoslavná církev. Kromě toho je náměstí dokola lemováno množstvím historických budov, například:
- kostel svatého Jana Křtitele s vyhlídkovou věží
- budova teplické farnosti
- barokní Morový sloup Nejsvětější Trojice
- Hotel Prince de Ligne
- Dům č. 69/3, v němž se v roce 1813 setkali císař František I., car Alexandr I. a král Bedřich Vilém III., aby zde projednali společný postup proti Napoleonovi.
- Lázeňský dům Zlaté slunce (součást Areálu lázní Beethoven)